# 农民互助协会

农民互助协会旗帜

农民互助协会（德語：Vereinigung der gegenseitigen Bauernhilfe，缩写为VdgB）是东德的一个群众性组织，面向农民和农场主，后来也吸收园艺工人。该组织成立于1947年11月。后来，该组织成为德意志民主共和国全国阵线的成员。1949年—1963年和1986年—1990年，该组织在人民议会中拥有席位。  
1989年，该组织有63.2万名成员。但在“和平革命”期间，由于该组织与东德执政党德国统一社会党关系密切，受到严重冲击。1990年2月，该组织改组为“民主德国农民协会”；“民主德国农民协会”于1994年解散。两德统一后，该组织的许多基层组织加入原西德的德国农民协会。  
1979年—1990年，该组织运营一家名为“林格贝格之家”的大型酒店，位于苏尔市东部。该酒店主要用于接待在图林根森林度假的农民，入住需要持有该组织发行的住宿券。